# 1954 en littérature
| Années de la littérature : 1951 - 1952 - 1953 - 1954 - 1955 - 1956 - 1957    |
| Décennies de la littérature : 1920 - 1930 - 1940 - 1950 - 1960 - 1970 - 1980 |

Cet article présente les faits marquants de l'année 1954 en littérature.

## Parutions

### Biographies
- Charles de Gaulle, Mémoires de guerre, Plon
- Jean-Marie Domenach, Barrès par lui-même (Éditions du Seuil)
- André Maurois, Olympio ou la vie de Victor Hugo (Librairie Hachette)

### Essais
- Guy Besse et Maurice Caveing, Principes fondamentaux de philosophie de Georges Politzer, Éditions sociales, 530 p.
- Cheikh Anta Diop, Nation nègres et culture
- Gamal Abdel Nasser, Philosophie de la révolution
- Paul Léautaud, Le Journal littéraire : octobre
- Jean-Pierre Richard, Littérature et Sensation, Seuil
- (en) Joseph Schumpeter, Histoire de l'analyse économique [« History of Economic Analysis »]

### Poésie
- Jean Cocteau, Clair-Obscur
- Boris Vian, Le Déserteur (15 février)

### Publications
- Willy Ronis (photographe), Belleville-Ménilmontant.

### Romans

#### Auteurs francophones
1. Simone de Beauvoir, Les Mandarins, Prix Goncourt 1954.
2. Eza Boto, Ville cruelle (Mongo Beti).
3. Jean-Louis Curtis, Les Justes Causes, éd. Julliard.
4. Pauline Réage, Histoire d'O, publié chez Jean-Jacques Pauvert (juin).
5. Gabrielle Roy, Alexandre Chenevert.
6. Françoise Sagan, Bonjour tristesse, Julliard (15 mars).
7. Henri Vincenot, Walter, ce boche mon ami.

#### Auteurs traduits
- Ferreira de Castro : La Mission
- Caryl Chessman : Cellule 2455 Couloir de la mort
- Ian Fleming publie le premier James Bond, Casino Royale (paru en France sous le titre Espions faites vos jeux).
- H. P. Lovecraft, Dans l'abîme du temps (trad. Jacques Papy), coll. Présence du futur.
- John Steinbeck : À l'est d'Éden (juillet).
- J. R. R. Tolkien :  La Communauté de l'anneau, Allen & Unwin (premier tome du Seigneur des anneaux) (29 juillet)
- J. R. R. Tolkien : Les Deux Tours, Allen & Unwin (deuxième tome du Seigneur des Anneaux) (11 novembre)
- Patricia Wentworth : La Mort au fond du jardin.
- Paul De Kruif, Les Chasseurs de microbes (éd. Marabout-Junior), trad. par Bl. Jacquet et E. Rocart

## Théâtre
- 23 janvier : Les Quatre Vérités, pièce de Marcel Aymé.
- 24 février : Gigi, pièce de Colette.
- 10 avril : Amédée ou Comment s'en débarrasser, pièce de Ionesco.
- 16 décembre : Les Sorcières de Salem, pièce d’Arthur Miller adaptée par Marcel Aymé.

## Récompenses et prix littéraires
- 28 octobre Ernest Hemingway reçoit le prix Nobel de littérature.
- 6 décembre : Simone de Beauvoir, prix Goncourt pour son roman Les Mandarins dans lequel elle met en scène un groupe d'intellectuels parisiens qui confrontent leurs réflexions sur une société affectée par la Seconde guerre mondiale et la guerre froide.
- 17 décembre : La jeune hongroise Christine Arnothy reçoit le grand prix Vérité pour son premier ouvrage J'ai quinze ans et je ne veux pas mourir.
- Voir la liste des Prix du Gouverneur général 1954.
- Prix Renaudot : Jean Reverzy pour Le Passage.
- Prix Femina : Gabriel Veraldi pour La Machine humaine.
- Prix Interallié : Le Goût du péché de Maurice Boissais.
- Grand prix du roman de l'Académie française : ex æquo Paul Mousset pour Neige sur un amour nippon et Pierre Moinot pour La Chasse royale.
- Prix des Deux Magots : S de Claude Cariguel
- Prix du Quai des Orfèvres : Alain Serdac pour Sans effusion de sang.
- Prix du roman populiste : Yves Gibeau pour Les Gros Sous.
- Prix Hugo:Ray Bradbury pour Fahrenheit 451

## Principales naissances
- Date inconnue : 
  - Seydi Sow, écrivain sénégalais.
- 14 mars : Gary d'Els, essayiste et poète belge.
- 14 avril : Bruce Sterling, auteur américain de science-fiction.
- 10 août : Brigitte Ondoa Essono, journaliste et écrivaine camerounaise et française.
- 1er septembre : David Wingrove, auteur britannique de science-fiction.
- 24 novembre : Michèle Fitoussi, romancière et journaliste française.
- 3 décembre : Ugo Riccarelli, écrivain et poète italien.
- 8 décembre : Mary Karooro Okurut, écrivaine ougandaise († 11 août 2025).

## Principaux décès
- 1er juin : Martin Andersen Nexø, romancier danois (° 1869).
- 25 mai : Robert Capa, photographe.
- 3 août, Paris : Colette, écrivaine française, 81 ans.
- 19 septembre : Miles Franklin, écrivaine australienne (° 1879).